# John Chandos
John Chandos (Radbourne, 1314 – Mortemer, 1370. január 1.) angol katona, a százéves háború egyik kiemelkedő hadvezére volt. Részt vett a kor legjelentősebb ütközeteiben, és számos diplomáciai feladatot teljesített Franciaországban, Navarrában, a Kasztíliai Királyságban, Aragóniában és a pápa avignoni székhelyén.

## Pályafutása
Robert de Chandos leszármazottja volt, aki Hódító Vilmossal érkezett a Brit-szigetekre. Két család eredeztette magát Robert de Chandostól, az egyik Herefordshire-ban, a másik Derbyshire-ban élt, John Chandos ez utóbbihoz tartozott. Apja Edward Chandos volt, aki 1327 óta évi 40 font járadékot kapott katonai szolgálataiért. Anyja Robert Twyford lánya, Isabel volt.
Chandos első alkalommal 1337-ben vett részt katonai vállalkozásban, Cambrai ostromában. 1339-ben lovaggá ütötték. 1346 előtt Mugginton és Egginton ura lett, és részt vett Eduárd walesi herceg lovaggá avatásán. A királyi udvarhoz tartozott és a Fekete Herceg barátja volt. 1346-ban ott volt a crécyi csatában. 1353 márciusában a macclesfieldi királyi vadaspark felügyelőjévé nevezték és  három font díjazásért. 1356-ban részt vett a poitiers-i ütközetben. Utóbbiban megmentette Eduárd életét, amit az a lincolnshire-i Kirkton uradalmával hálált meg. Számos alkalommal vezetett fosztogató akciókat a franciák által ellenőrzött területekre.
1360-ban részt vett a bretagne-i szerződés kidolgozásában, amiért megkapta St. Sauveur őrgófságát a Coutantin-félszigeten, alkirályi jogköröket kapott a megállapodás betartatására.  Két évvel később fogadta a poitiers-i látogatásra érkező Eduárdot, és Aquitania hadseregparancsnokává nevezték ki. 1364-ben Montfort János oldalán megakadályozta a békekötést a breton örökösödési háborúban, és az október 6-ai auray-i csatában legyőzte Blois Károly hadait. Az ütközetben foglyul ejtette Bertrand du Guesclint.

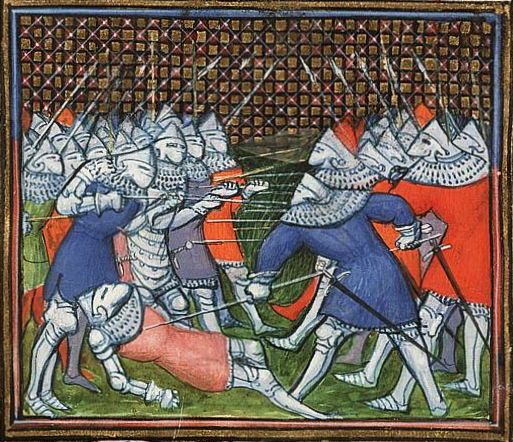
Chandos halála Lussacnál

1367-ben a Fekete Herceg úgy döntött, hogy I. Péter kasztíliai király oldalára áll a kasztíliai trónháborúban, és Chandos hiába próbálta lebeszélni a katonai vállalkozásról. Ennek ellenére elkísérte őt, és komoly szerepet vállalt a nájerai csata megnyerésében, és Bertrand du Guesclin másodszor is a foglya lett. Visszatérésük után Chandos megpróbálta rávenni Eduárdot az adóterhek könnyítésére, de nem járt sikerrel.
Visszavonult coutantini birtokára, ahova 1368 májusában érkezett meg. Decemberben, a francia–angol ellenségeskedés kiújulása után visszatért Guienne-be, és átvette Montauban irányítását. 1369-ben Poitiers sénéchaljának nevezték ki. Pembroke grófja megtagadta, hogy alatta szolgáljon, így Chandos nehéz helyzetbe került a támadó franciákkal szemben.
Az év végén a franciák elfoglalták St. Savin monostorát Poitiers közelében, és Chandos Thomas Percyvel, Rochelle sénéchaljával sikertelenül próbálta visszafoglalni. A franciák a lussaci hídig üldözték a menekülő angolokat. Chandos megsebesült, majd Mortemerben meghalt, ott is temették el.
John Chandos lovagi erényeit barátai és ellenségei egyaránt elismerték, köztük Bertrand du Guesclin is. Chandos egyike volt a Térdszalagrend alapítóinak. Nem házasodott meg, birtokát testvérei, Erzsébet és Eleonóra, valamint unokahúga, Isabella között osztották fel.